# Forbidden (Album)
Forbidden ist das 18. Studioalbum der britischen Heavy-Metal-Band Black Sabbath. Es wurde im Juni 1995 veröffentlicht.

## Entstehung und Stil
Für Forbidden (dt. verboten, nicht zulässig) fand Black Sabbath in der TYR-Besetzung wieder zusammen. Neben Tony Martin kehrten Neil Murray und Cozy Powell zu Tony Iommi zurück. Die Band arbeitete in Liverpool und Los Angeles mit Produzent Ernie C von Body Count, der dem Sound der Band neues Leben einhauchen sollte.
In einem im Februar 2019 veröffentlichten Interview mit dem Musik-Magazin "Classic Rock" stellt Tony Iommi heraus, dass jemand von der Plattenfirma IRS den ihm eingeredet haben soll, er solle mit Ice-T zusammen arbeiten. Der Gitarrist musste nachfragen, wer er sei. Beide Musiker trafen sich. Iommi hält fest, dass Ice-T ein netter Kerl und ein großer Black-Sabbath-Fan ist. So kam die Kollaboration auf "Forbidden" zustande, dass der Body-Count-Gitarrist Ernie C den Mix für "Forbidden" übernahm, was Iommi als großen Fehler eingestand. Nicht nur der Sound sei dadurch verwaschen worden. Ernie C versuchte Cozy Powell einzureden, er solle mehr Hip-Hop-Parts in sein Spiel einbauen.
Beim ersten Stück des Albums, The Illusion of Power, ist Rapper und Body-Count-Frontmann Ice-T in der Bridge zu hören. Die verhaltenen bis negativen Reaktionen auf das Album sollen angeblich ein Grund dafür gewesen sein, dass Tony Iommi die Bemühungen mit dieser Besetzung auf Eis legte und wenig später mit Ozzy Osbourne, Bill Ward und Geezer Butler Black Sabbath in der Originalbesetzung wieder zu vereinen. Doch bereits zu den Aufnahmen von "Forbidden" soll laut Tony Martin bereits eine Reunion der Originalmitglieder sich in Vorbereitung befunden haben.

## Rezeption
Das deutsche Metalmagazin Rock Hard urteilte in ihrer Ausgabe 98 von 1995, dass "Forbidden" ein gutes Sabbath-Album sei. Schon hier wurden der Band ein solides Songwriting bescheinigt und dass das rauere Klanggewand der Band gut zu Gesicht stehe, weil dem Rezensenten "Cross Purposes" zu sauber geklungen habe. "Forbidden" falle aber zum Reminiszenz-Werk der Martin-Ära "Headless Cross" leicht ab. Das Album erhielt 8 von 10 Punkten.
Bradley Torreano von Allmusic schrieb, es sei schwierig, das schlechteste Black-Sabbath-Album zu benennen, aber dieses könne es sein. Forbidden weise „langweilige Songs, eine schreckliche Produktion und uninspirierte Darbietungen der Musiker“ auf. Er vergab eineinhalb von fünf Sternen.
Andere Magazine und Online-Plattformen beurteilen "Forbidden" wesentlich milder. Metal.de bezeichnete u. a. 2010 "Forbidden" als schwaches Album, aber zu Unrecht unterschätzt. Der verwaschene Sound sei dem Album nicht abträglich, werte es sogar auf. Der Vorgänger "Cross Purposes" klinge im Gegensatz zu "Forbidden" steriler. Das Album sei ein "ordentliches" und für die Tony-Martin-Ära "typisches" Album. Hervorhebenswert seien das gute Songwriting und die gute handwerkliche Verfassung der Band. Metal.de vergibt 6 von 10 Punkten.

## Titelliste
Alle Stücke wurden von der Band komponiert und von Tony Martin mit Texten versehen, sofern nicht anders angegeben.
1. The Illusion of Power (Martin, Iommi, Murray, Powell, Nicholls, Ice-T) – 4:51
2. Get a Grip – 3:58
3. Can't Get Close Enough – 4:27
4. Shaking Off the Chains – 4:02
5. I Won't Cry for You – 4:47
6. Guilty as Hell – 3:27
7. Sick and Tired – 3:29
8. Rusty Angels – 5:00
9. Forbidden – 3:47
10. Kiss of Death  – 6:06

Bonus-Titel
1. Loser Gets It All – 2:55 (Bonusstück der japanischen Version)